# Михайловка (Стерлитамакский район)
Миха́йловка (баш. Михайловка) — деревня в Стерлитамакском районе Республики Башкортостан Российской Федерации. Входит в состав Красноярского сельсовета. 

## География

### Географическое положение
Расстояние до:
- районного центра (Стерлитамак): 16 км,
- центра сельсовета (Новый Краснояр): 8 км,
- ближайшей ж/д станции (Косяковка): 5 км.

## Население
| 2002 | 2009 | 2010 |
| ---- | ---- | ---- |
| 2    | ↗10  | ↘6   |

### Национальный состав
Согласно переписи 2002 года, преобладающая национальность — русские (100 %).

## Известные уроженцы
- Дема, Леонид Васильевич (1916—2004) — советский военный лётчик, майор, Герой Советского Союза.